# Gaspare Paoletti
Gaspare Maria Paoletti (Florence, 1727 - Florence, 1813) est un architecte italien de l'école florentine, le principal représentant du style néoclassique en Toscane au XVIIIe siècle.

## Biographie
Gaspare Paoletti travaille à la cour grand-ducale de Toscane où il est un des premiers à décréter l'abandon des formes opulentes baroques en faveur des formes plus linéaires issues de l'architecture Renaissance de la ville. Il enseigne à l'Académie de Beaux Arts de Florence, en répandant ses idées novatrices à la nouvelle génération.
Nombreuses sont ses œuvres au Palais Pitti.
Pendant la domination française, il travaille pour Elisa Bonaparte Baciocchi, en 1805, et pendant la Restauration, il est architecte de cour de Maria Luisa di Borbone, ce qui donne une mesure de sa renommée qui dépassait les questions politiques.
Il a formé ses successeurs Giuseppe Manetti, Giuseppe Cacialli, Cosimo Rossi Melocchi et Pascal Poccianti.

## Œuvres
- La monumentale Sala della Niobe, Galerie des Offices.

Au Palais Pitti
- la Palazzina della Meridiana (de 1775),
- la grandiose Sala Bianca (1776),
- la tour de la Specola astronomica
- quelques interventions dans le jardin de Boboli.